# Eudorylas pamirorum
Eudorylas pamirorum är en tvåvingeart som beskrevs av Kuznetzov 1990. Eudorylas pamirorum ingår i släktet Eudorylas och familjen ögonflugor. Inga underarter finns listade i Catalogue of Life.